# Marit Raaijmakers
Marit Raaijmakers, née le 2 juin 1999 à Hippolytushoef, est une coureuse cycliste néerlandaise. Spécialiste de la piste, elle court également sur route au sein de l'équipe Human Powered Health.

## Biographie
Après quatre saisons au sein de l'équipe Parkhotel Valkenburg, elle rejoint la formation américaine Human Powered Health en 2022.

## Palmarès sur piste

### Coupe des nations
- 2023
  - 3e de l'élimination à Jakarta
- 2024
  - 3e de l'américaine à Hong Kong

### Championnats d'Europe
| Édition / Épreuve          | Poursuite par équipes                                      | Course aux points | Américaine                 | Derny  |
| Montichiari 2016 (juniors) | Argent (avec van Haaften, van der Hulst et van Teeseling)  | Argent            |                            |        |
| Anadia 2017 (juniors)      | Argent (avec van Haaften, van der Hulst, de Zoete et Krol) |                   |                            |        |
| Pordenone 2019             |                                                            |                   |                            | Argent |
| Apeldoorn 2021 (espoirs)   | Bronze (avec van der Hulst, de Zoete et Uneken)            |                   | Argent (avec van der Duin) |        |
| Granges 2023               |                                                            | 4e                | 8e                         |        |

### Championnats nationaux
- 2015
  - 3e de la poursuite par équipes
- 2017
  -  Championne des Pays-Bas de derny
  - 3e de l'américaine
  - 3e de la course aux points
- 2018
  - 3e de l'américaine
- 2019
  -  Championne des Pays-Bas de derny
  - 2e de l'américaine
- 2021
  -  Championne des Pays-Bas de course à élimination
  - 2e du scratch
  - 3e de l'américaine
  - 3e de la course aux points
- 2022
  -  Championne des Pays-Bas de poursuite
  -  Championne des Pays-Bas de course aux points
  -  Championne des Pays-Bas de l'américaine (avec Lorena Wiebes)
- 2023
  -  Championne des Pays-Bas de la course aux points
  -  Championne des Pays-Bas de l'américaine (avec Lorena Wiebes)
  - 2e de l'élimination
- 2024
  -  Championne des Pays-Bas de l'américaine (avec Lorena Wiebes)
  -  Championne des Pays-Bas de course à élimination

## Palmarès sur route

### Par années
- 2017
  - 2e du championnat des Pays-Bas du contre-la-montre juniors
  - 6e du championnat du monde du contre-la-montre juniors
- 2018
  - 2e du Tour de Bochum
- 2021
  - Watersley Ladies Challenge espoirs
    - Classement général
    - 1re étape
- 2024
  - 2e du Tour de la Communauté valencienne

### Résultats sur les grands tours

#### Tour d'Italie
2 participations
- 2019 : 100e
- 2023 : 94e

#### Tour de France
3 participations
- 2022 : 63e
- 2024 : non-partante (8e étape)
- 2025 : 72e

#### Tour d'Espagne
2 participations : 
- 2024 : abandon (5e étape)
- 2025 : 28e

### Classements mondiaux
| Année                                 | 2018 | 2019 | 2020 | 2021 | 2022 | 2023 | 2024 |
| ------------------------------------- | ---- | ---- | ---- | ---- | ---- | ---- | ---- |
| Classement UCI                        | 818e | 873e | nc   | 464e | nc   | 580e | 228e |
| UCI World Tour                        | 259e | 230e | nc   | nc   | nc   | nc   | 221e |
|                                       |      |      |      |      |      |      |      |
| Légende : nc = non classéSource : UCI |      |      |      |      |      |      |      |